# Denis Butz
Denis William Butz (2 marzo 1989) è un giocatore di football americano tedesco, di ruolo defensive lineman.
Ha iniziato a giocare nel 2006 ai Prague Lions ed è successivamente passato ai Munich Cowboys; ha interrotto la carriera per quattro anni, per poi riprendere a giocare ai München Rangers e successivamente tornare ai Cowboys. Dal 2017 gioca nei Tirol Raiders, prima nel campionato austriaco e poi nel campionato semiprofessionistico ELF.
dal 2025 gioca per gli Hamburg Sea Devils.

## Palmarès
- Austrian Bowl (Tirol Raiders: 2018, 2019, 2021)
- CEFL Bowl (Tirol Raiders: 2017, 2018, 2019)
- Superfinal (Tirol Raiders: 2018)
- ECTC Championship Game (Tirol Raiders: 2019)